# Joey Girardin
Joey Girardin (Winnipeg, Manitoba, 1955. április 7. –) profi kanadai jégkorongozó.

## Pályafutása
Komolyabb junior karrierjét a MJHL-es Winnipeg Monarchsban kezdte 1971-ben. A következő szezonban egy szinten feljebb lépett a WCHL-es Winnipeg Jets Jr.-ba. A következő évben a csapat nevet változtatott és Winnipeg Clubs lett az új nevük. A csapatban 1975-ig játszott. AZ 1975-ös NHL-amatőr drafton a New York Islanders választotta ki a 10. kör 168. helyén. A NHL-ben sosem játszott. Felnőtt pályafutását a CHL-es Fort Worth Texans kezdte de 6 mérkőzés után a NAHL-es Erie Blades játszotta végig a szezont. A következő bajnoki évben az IHL-es Muskegon Mohawksban volt. 1977–1978-ban átcserélték a szintén IHL-es Kalamazoo Wingsbe 14 mérkőzésre, de 1978-tól ismét a Muskegon Mohawksban volt kerettag, és 1981-ig játszott a csapatban. Ezután visszavonult.